# Manuel Álvaro de Sousa Sá Vianna
Manuel Álvaro de Sousa Sá Vianna (São Luís, 14 de agosto de 1860 – 1922) foi um advogado e escritor brasileiro, membro do Instituto Histórico e Geográfico Brasileiro (IHGB) e patrocinador da cadeira de número 25 da Academia Maranhense de Letras.
Dentre suas principais obras, encontram-se:
•"Traços biográficos de Augusto Teixeira Mendes"(1895)
•"Arbitragem internacional"(1901)
•"Congresso jurídico americano"(1902)
•"Das falências"(1907)
•"Elementos do direito internacional"(1908)